# Стародавній світ

Фараон

Стародавній світ — термін, що описує всесвітню історію людства з початку писаної історії до Середньовіччя. Частково цю тему покривають статті Стародавній Єгипет, Межиріччя, Стародавня Індія, Стародавній Китай, Стародавня Греція та Стародавній Рим. В історію Стародавнього світу входить період античності, який охоплює час, починаючи з перших Олімпійських ігор у Греції, тобто з 776 року до н. е., чому приблизно відповідає також дата заснування Рима — 753 рік до н. е. Датою закінчення європейської стародавньої історії зазвичай вважають рік падіння Західної Римської імперії (476 рік н. е.), а іноді — дату смерті імператора Юстиніана I (565 р.), появу ісламу (622 р.) або ж початок правління імператора Карла Великого.
Стародавньому світу передують доісторичні часи, описані в статті Первісне суспільство. Точної дати завершення періоду Стародавньої історії немає. Границя переходу до Середньовіччя умовна. Наприклад, щодо Америки вважається, що стародавня історія тривала до відкриття континенту Колумбом, щодо Індії, до стародавньої історії охоплюють період Серединних держав та держави Гуптів, щодо Китаю, вважається що стародавня історія тривала до кінця Династії Цінь, тобто завершилася ще за 200 років до н. е.
З трьох класичних діб історія Стародавнього світу охоплює бронзову і залізну добу, а також епоху записаної історії, що прийшла на зміну залізній добі.

## Початок
До середини 4 тисячоліття до н. е. людство розселилося на всі континенти, поряд із традиційними мисливством та рибальством, освоїло скотарство й землеробство. В залежності від району земної кулі та від місцевих природних умов переважали ті чи інші види занять. Людські племена поділилися на кочові та осілі. Кочівники займалися переважно скотарством, а осілі — землеробством або рибальством, і ті й інші доповнювали свої харчові запаси полюванням (дивіться, наприклад, Трипільська культура). Ліси були майже незаймані, річки чисті, простору багато, життя коротке і небезпечне.
Племена вже тоді торгували між собою, обмінюючи те, що було в них у надлишку на те, чого їм бракувало, але ніколи не відмовлялися від можливості відібрати чуже силою. Між племенами точилися війни за мисливські угіддя та за пасовища, рухливі швидкі кочівники нападали на осілі племена. Осілим племенам, прив'язаним до своїх полів, доводилося захищатися, а, отже, будувати укріплені поселення — перші міста.
У двох місцях на Землі, де умови були особливо сприятливі для землеробства: в Межиріччі, тобто долині між річками Тигр та Євфрат, яку називають колискою цивілізації, та в долині річки Ніл, в середині 4 тисячоліття місцеві племена збагнули переваги організованої праці великого масштабу, якої вимагала іригація, а також те, що організовану працю можна отримати за допомогою інституту рабства. Так зародилися перші цивілізації на Землі — Шумерська та Єгипетська. Іригаційні роботи — спорудження каналів і дамб вимагали багато рабів, але допомагали отримати більші врожаї, необхідні не тільки для прогодування цих рабів, а й для утримання держави — апарату насильства, необхідного для підтримання рабовласницького ладу.
Потреби управління вимагали винаходу писемності для обліку та листування, і перша писемність в історії людства, клинопис, з'явилася в Шумері в 34 столітті до н. е.
Інші цивілізації, що існували ще в 4 тисячолітті до н. е.: Хараппська цивілізація в долині Інду та стародавня китайська цивілізація.
Міста, оборонні споруди, велика густота населення створювали найкращий захист від нападів кочівників, але цей захист не був абсолютно надійним — кочівникам потрібно було згуртувати більші загони. Внаслідок таких нападів давні цивілізації час від часу гинули, але потім відроджувалися знову, часто вже під владою племен, які їх завоювали.

## Колапс
У 13 — 12 століттях до н. е. великі цивілізації бронзової доби в Межиріччі та Середземномор'ї розвалилися.

## Класична античність

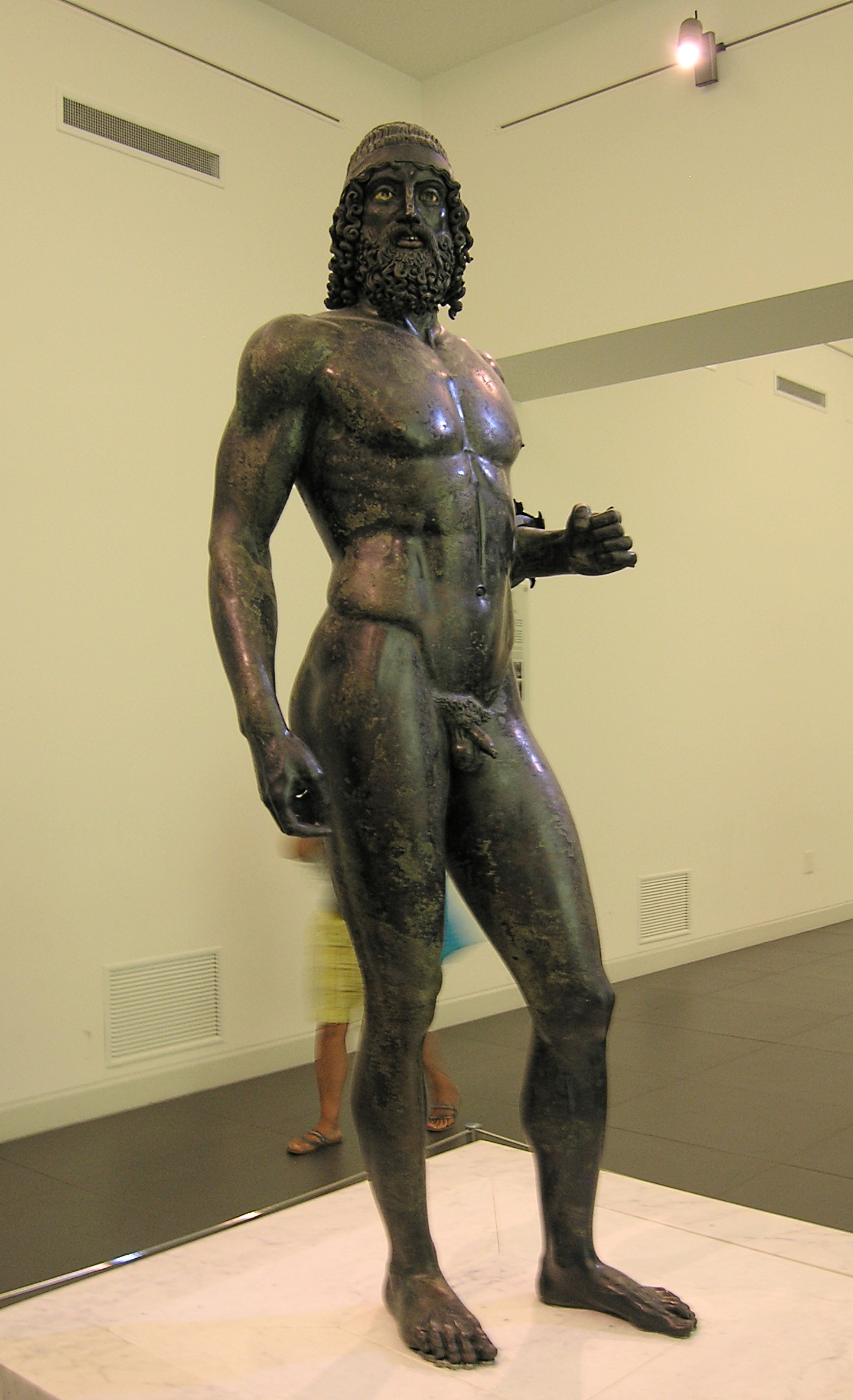
Бронзова статуя давньогрецького воїна. Вояки з Ріаче, 450 р. до н. е.

Період класичної античності в Середземномор'ї починається з 8 століття до н. е.

## Осьова доба
Для 6 — 2 століття до н. е. характерний розквіт культури та філософії, докорінна зміна основ світогляду.

## Розпад Римської імперії. Початок Середньовіччя
Історія стародавнього світу закінчується з розпадом Західної Римської імперії.

## Поступ

### Релігія та філософія
Юдаїзм, від якого походять авраамітичні релігії виник приблизно за 1800 років до н. е. Інші релігійні системи: індуїзм, зороастризм, буддизм, джайнізм склалися в Осьову добу в 6 столітті до н. е. В Індії існували два напрямки релігійно-філософської думки, один спирався на Веди, інший на традицію шрамани. Веди лягли в основу індуїзму, шрамана породила буддизм та джайнізм.
У Середземномор'ї міфологічна традиція і політеїстичні релігії панували набагато довше, але, починаючи з 1 століття, їх почали витісняти монотеїстичні релігії, зокрема християнство. 
Християнство набуло сили в період розквіту Римської імперії і згодом стало державною релігією, проте з початком Середньовіччя поступилося на Близькому Сході спорідненій авраамітичній релігії ісламу. Втім, незабаром воно поширилося серед язичницьких племен Європи, але це вже історія іншої доби.
У Китаї в період Осьової доби утворилися основоположні філософські системи: даосизм, легізм та конфуціанство.
Найвищого розквіту філософія досягла в Стародавній Греції, де склалося велике різномаїття філософських шкіл, що мали визначальне значення для формування західної культури.